# Pogonatum perichaetiale
Pogonatum perichaetiale är en bladmossart som beskrevs av Georg Friedrich von Jaeger 1875. Pogonatum perichaetiale ingår i släktet grävlingmossor, och familjen Polytrichaceae. Inga underarter finns listade i Catalogue of Life.